# Tiramisú
El tiramisú (del italiano tiramisù) es un pastel frío que se monta en capas. No existe una receta única de elaboración, sino variantes a partir de una serie de ingredientes base que pueden ser representados por distintos productos.

## Descripción
Un tiramisú se compone siempre de un ingrediente sólido humedecido en café, sobre el que se superpone (de forma alterna o no) una crema cuya base son huevos batidos con azúcar; se presenta espolvoreado con cacao en polvo. 
Partiendo de estos elementos básicos, es posible realizar diferentes versiones del postre utilizando distintos representantes de los mismos y añadiendo otros ingredientes.
- El ingrediente sólido y/o seco pueden ser galletas, bizcochos, savoiardi, vainillas, etc.

- Los huevos deben ser separados en yemas y claras. Las claras se baten a punto de nieve, generando un merengue. Hoy en día es habitual añadir a los huevos nata montada o queso fresco.

- El queso que se suele utilizar en el tiramisú es el mascarpone, por su dulzor y consistencia cremosa; no obstante, cualquier queso fresco (sin sabor marcado) que, una vez batido, pueda convertirse en una crema es igualmente indicado.

- Al café se le puede añadir ron, amaretto o algún otro tipo de licor para aromatizarlo y reforzar el sabor.

- Por último, es habitual espolvorear el postre con cacao en polvo para provocar sensación de contraste con el dulce y reforzar el regusto a café.

Compuesto normalmente a base de capas alternas de bizcocho y crema, se deja asentar durante unas horas en el refrigerador antes de ser servido.

## Aspectos históricos
El tiramisú nació durante la primera mitad del siglo XX. Tiene su origen en el noreste de Italia, en la región del Véneto (cuya capital es Venecia). Algunas fuentes concretan en los burdeles de la región su localización exacta de creación. Arturo Filippini, presidente de la cadena de restaurantes Toulá, ha afirmado: «Había sido efectivamente después de la guerra cuando nos íbamos con amigos a los burdeles de Treviso... en esos tiempos tenían también cocinero... La maîtresse, a los clientes aficionados (pero también a las mujeres), les ofrecía un dulce diciendo con cortesía estas palabras emblemáticas: Anda, toma cariño, que te doy una cosa que "te tira su"...»
La expresión "te tira su", en lengua véneta (y en la lengua italiana "ti tira su"), podría ser el equivalente en español del "tentempié", pero no tanto a la manera de un aperitivo, pues el tiramisú como dulce es mucho más fortalecedor y de inmediato efecto gracias a la cantidad de glúcidos que incorpora.
Entre los años setenta, ochenta y noventa, la receta utilizada en el restaurante Toulá de Milán utilizaba cinco ingredientes: huevos y azúcar batidos, bizcochos savoiardi mojados en café expresso y cacao en polvo.
Hoy en día, el tiramisú se presenta en numerosas versiones, como el de pistacho.